# Orthogeomys hispidus
Orthogeomys hispidus là một loài động vật có vú trong họ Chuột nang, bộ Gặm nhấm. Loài này được Le Conte mô tả năm 1852.